# Verein zum Erhalt der bayerischen Wirtshauskultur
Der Verein zum Erhalt der bayerischen Wirtshauskultur (VEBWK) mit Sitz in München hat den Vereinszweck, die bayerische Wirtshauskultur als Träger von Kommunikationsstätten zu erhalten. Der Verein will den als übermäßig empfundenen Einschränkungen der persönlichen Freiheit entgegenwirken und die Interessen sowohl der Gastronomen als auch der Gäste gegenüber politischen Entscheidungsträgern vertreten.
Als Vereinsziele werden genannt: Korrekturen am geltenden Gesundheitsschutzgesetz, kein generelles Rauchverbot durch die EU, Liberalisierung der Stille-Tage-Regelung, Beibehaltung der geltenden Sperrzeitregelung, keine Alkoholverkaufsverbote, reduzierter Mehrwertsteuersatz für die Gastronomie, „praktikable und bezahlbare“ Lösungen beim Brandschutz, kein Hygienebarometer.

## Geschichte
Der Verein wurde am 5. Dezember 2007 gegründet. Er ging aus dem von Franz Bergmüller, Rudi Ostermeier, Dietmar Assel, Heinrich Kohlhuber, Hans Eser und Hans Koller ins Leben gerufenen Arbeitskreis zum Erhalt der Dorfwirtschaften und Kneipen (AEDK) hervor. Erster Vorsitzender des Vereins wurde Franz Bergmüller.
Am 10. Dezember 2007 rief der VEBWK zu einer Protestveranstaltung gegen das damals geltende totale Rauchverbot im Münchner Löwenbräukeller auf, die von ca. 1500 bayerischen Wirten und Gastronomiebeschäftigten besucht wurde. Die Veranstaltung fand in den Medien breiten Widerhall.
Der Verein forderte, in Einraumgaststätten bis 75 m² selbst wählen zu dürfen, ob sie als Raucherlokal geführt werden, während größere Gaststätten einen separaten Raucherraum einrichten dürfen.
Im Sommer 2015 startete der Verein das Onlineportal www.wirtshausfreunde.de, später mit einem anderen Portal unter wubi.de (Wirtshaus- und Biergartenfreunde) zusammengeführt, um die gastronomischen Betriebe mit eigenen Profilen mit Suchfunktion und Erfahrungs- und Bewertungsmöglichkeit auf dem Portal überregional sichtbar zu machen. Das Portal wurde 2023 an Dehoga Bayern verkauft.

### Mitgliederentwicklung
Der Verein zählte im Februar 2008 ca. 10.000 Mitglieder und im April 2008 über 70.000 Mitglieder. Er war damit zu diesem Zeitraum der am schnellsten wachsende Verein Deutschlands.
Dieses schnelle Wachstum verdankt er hauptsächlich der Tatsache, dass im bayerischen Gesundheitsschutzgesetz geschlossene Vereinsveranstaltungen in öffentlichen Lokalen vom Rauchverbot ausgenommen waren. Die Betreiber wiesen ihr Lokal deshalb als Vereinslokal des VEBWK aus. Von den Gästen wurde eine Mitgliedschaft im VEBWK gefordert, die 12 Euro pro Jahr kostete, um Zutritt zu einem solchen Raucherclub zu haben.

### Volksbegehren 2010
Angesichts des erfolgreichen Volksbegehrens „Für echten Nichtraucherschutz!“ und des daran angeknüpften Volksentscheids gründete der VEBWK Anfang 2010 das Aktionsbündnis „Bayern sagt nein!“, das sich für die Ablehnung des Volksbegehrens im Volksentscheid einsetzte. Bündnispartner waren neben dem VEBWK Branchenverbände der Gastronomie, der Festwirte, der Schausteller, der Brauereien sowie der Tabakindustrie. Als einzige Partei war die Bayernpartei dem Bündnis beigetreten.
Am 1. Juli 2010 berichtete der Deutschlandfunk, dass das Aktionsbündnis zu drei Vierteln von der Tabakindustrie sowie dem Tabakgroßhandel finanziert und weiteren wichtigen Akteuren unterstützt wurde, darunter die Zeitschrift Fine Tobacco. Die bayerischen Bürger entschieden sich jedoch für ein striktes Rauchverbot.

## Bayerischer Stammtischbruder
Seit 2011 vergibt der VEBWK jährlich den Preis „Bayerischer Stammtischbruder“. Diese Aktion wurde ins Leben gerufen, um auf das Wirtshaussterben aufmerksam zu machen.
Ausgezeichnet werden soll eine Person, eine Gruppe oder eine Fernsehsendung, die sich in besonderem Maße um den Erhalt der bayerischen Wirtshauskultur verdient gemacht hat. Die Jury setzt sich zusammen aus Vertretern des Vereins, dem Dehoga Bayern, dem Bayerischen Brauerbund, dem Verband Private Brauereien sowie dem GenußJournal. Prominente Laudatoren waren u. a. Hannes Burger, Christian Ude, Luise Kinseher, Markus Söder (damals noch Bayerischer Finanzminister) und Barbara Stamm.